# Liste der Stolpersteine in Marktbreit

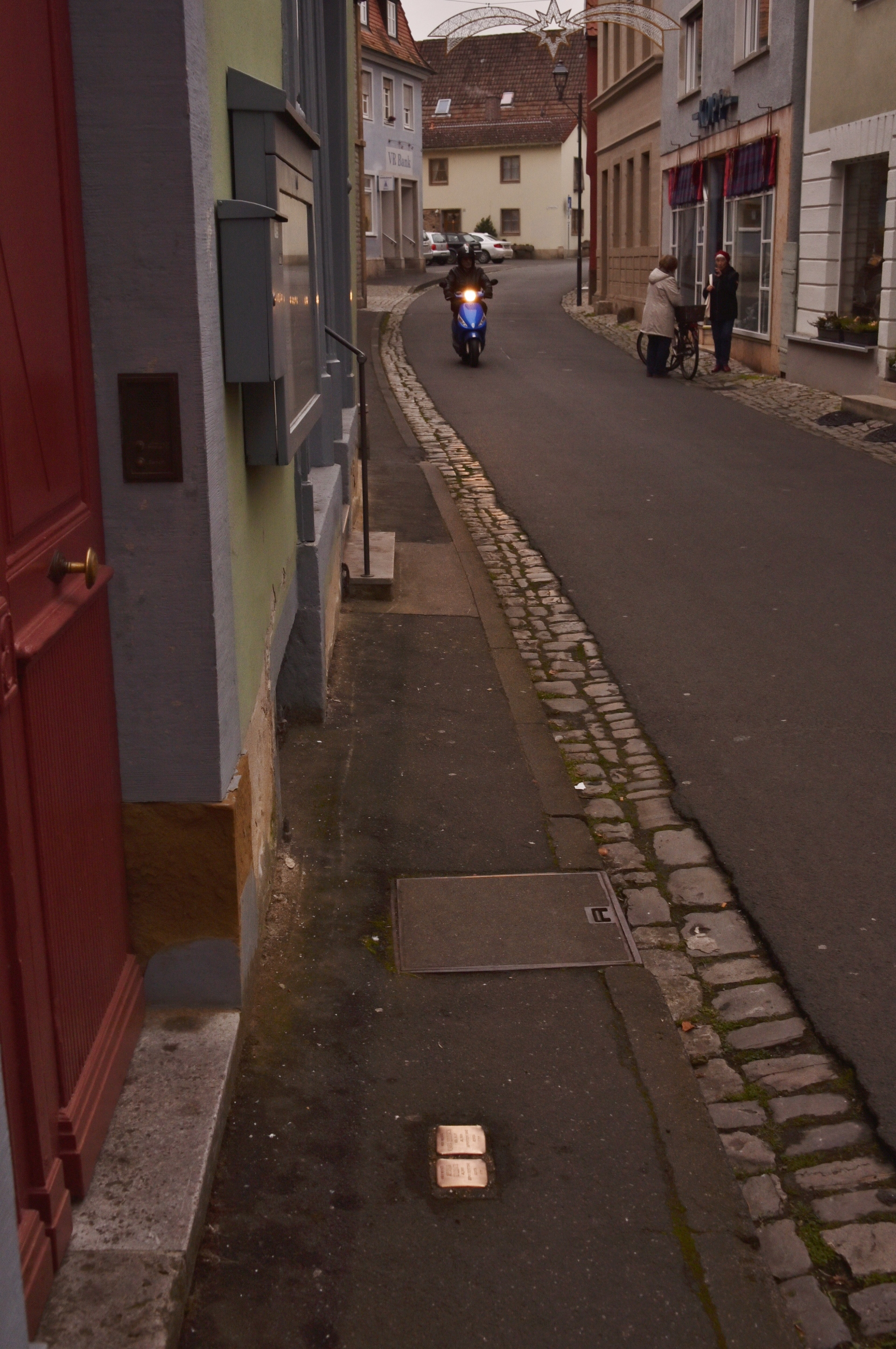
Stolpersteine in Marktbreit

Die Liste der Stolpersteine in Marktbreit beschreibt besondere Pflastersteine in Gehwegen, die an die Opfer der nationalsozialistischen Diktatur in der Stadt Marktbreit im bayrischen Landkreis Kitzingen in Deutschland erinnern sollen. Die Stolpersteine wurden vom Künstler Gunter Demnig konzipiert und werden von ihm in fast ganz Europa verlegt.

## Jüdisches Leben in Marktbreit
In Marktbreit soll es bereits im Spätmittelalter eine kleine jüdische Gemeinde gegeben haben. Nach dem Dreißigjährigen Krieg geriet der 1557 zum Markt erhobene Ort unter Schwarzenberger Herrschaft, die Juden in beschränkter Zahl tolerierten. Eine erste neuzeitliche jüdische Gemeinde entstand 1636. Die in Marktbreit ansässigen jüdischen Familien hatten wesentlichen Anteil am wirtschaftlichen Aufschwung des Ortes zu Beginn des 18. Jahrhunderts. 1714 brannte das jüdische Gemeindehaus nieder. Einige Jahre später wurde es durch eine neue Synagoge in der Pförtleinsgasse ersetzt, finanziert von der Familie des Oberhoffaktors Wertheimer. 1817 erfassten die Matrikellisten insgesamt 13 Familienvorstände jüdischer Herkunft. Bis zum Ende des 19. Jahrhunderts stieg der jüdische Bevölkerungsanteil auf fast 14 %. Daraus resultierte auch der Spottname „Klein-Mokum“. 1886 wurde die Synagoge vollständig erneuert. 1920 wurde eine staatlich anerkannte Israelitische Volksschule eröffnet. Das 50-jährige Jubiläum der Synagoge war „bittersweet“ durchsetzt, zur Freude gesellte sich die Sorge um die jüdische Gemeinde in Nazi-Deutschland. In der Folge sank der jüdische Bevölkerungsanteil dramatisch, von 102 im Jahr 1935 auf 61 im Jahr 1937, auf 49 bzw. 27 in den Jahren 1939 bzw. 1942. „Wer nicht rechtzeitig auswandern konnte, wurde ermordet.“ So lautet das Resümee des Träger- und Fördervereins Ehemalige Synagoge Obernbreit. „Von den 127 jüdischen Personen, die 1933 in Marktbreit lebten, kehrte nur eine Frau zurück.“
Die Stadt Marktbreit beteiligte sich, neben einer Reihe unterfränkischer Gemeinden, am Projekt „DenkOrt Deportationen 1941–1944“. In der Bahnhofstraße von Marktbreit wurde eine Koffer-Skulptur aus Beton aufgestellt.

## Verlegte Stolpersteine
In Marktbreit wurden 11 Stolpersteine an sechs Adressen verlegt.
| Stolperstein | Inschrift                                                                               | Verlegeort              | Name, Leben |
| --- | --------------------------------------------------------------------------------------- | ----------------------- | --- |
| | HIER WOHNTE CAROLA BOLLEY GEB. BLÜTHE JG. 1908 SELBSTMORD 22.5.1942                     | Marktstraße 10 ·        | Carola Bolley geb. Blüthe wurde am 17. September 1909 in Altenschönbach geboren. Anlässlich ihrer Hochzeit mit dem Schneider Ignaz Bolley konvertierte sie zum Christentum. Sie arbeitete im jüdischen Altersheim von Würzburg. Am 22. Mai 1942 tötete sie sich selbst. Es gibt zwei Erklärungen für den Suizid: Erstens zum Schutz ihres christlichen Mannes, der sich nicht von ihr scheiden lassen wollte. Zweitens, weil sie ihren Namen auf der nächsten Deportationsliste gesehen haben soll. |
| | HIER WOHNTE ESTHER FRIEDLÄNDER GEB. OPPENHEIMER JG. 1909 DEPORTIERT 1941 MINSK ERMORDET | Pförtleinsgasse 9 ·     | Esther Friedländer geb. Oppenheimer wurde am 17. August 1909 in Marktbreit geboren. Ihre Eltern waren der Kaufmann und Religionslehrer Bernhard Oppenheimer (1865–1933) und Karolina geb. Eisenman. Sie hatte vier Geschwister und – aus der zweiten Ehe ihres Vaters mit Clara geb. Levi – dreizehn Halbgeschwister. Ihre Geschwister waren Raphael (geboren am 21. April 1898 in Prichsenstadt), Theodor (geboren am 26. Dezember 1904 in Marktbreit), David und Kera. Sie heiratete Erich Friedländer, geboren am 8. April 1904 in Fürth. Esther Friedländer und ihr Mann wurden im November 1941 in das Ghetto Minsk deportiert und im Zuge der Shoah ermordet. Ebenfalls vom NS-Regime ermordet wurden zwei ihrer Brüder und eine Schwägerin, Theodor und dessen Frau Else 1942 im Ghetto Riga, Raphael 1944 in Auschwitz, weiters ihre Stiefmutter und mehrere Halbgeschwister. |
| | HIER WOHNTE ABRAHAM GOLDBACH JG. 1881 DEPORTIERT 1942 IZBICA ?                          | Ochsenfurter Straße 3 · | Abraham Goldbach, auch Avraham, wurde am 16. Juni 1881 in Unterriedenberg bei Bad Brückenau geboren. Seine Eltern waren Salomon (Shlomo) Goldbach und dessen Frau Rosa, geborene Heil. Er wurde Kaufmann und heiratete Klara Blum aus Burgpreppach. Das Ehepaar hatte zwei Töchter,Ilse (geboren 1914) und Marta (geboren 1921) sowie den 1919 geborenen Sohn Fritz. In Folge der Novemberpogrome 1938 wurde er von 24. November bis 13. Dezember 1938 im KZ Dachau inhaftiert. Am 24. März 1942 wurden Abraham Goldbach und seine Frau nach Izbica deportiert. Dort oder in einem der nahegelegenen Vernichtungslager wurden beide ermordet. Laut seines Sohnes wurden Abraham Goldbach und seine Frau in Majdanek ermordet. Sein Sohn Fritz emigrierte am 22. Dezember 1938 von Bremen aus in die USA zu entfernten Verwandten. Er diente dort in der USA Army, Militärisches Nachrichtenwesen. Im Zuge seines Dienstes war er auch in Würzburg während des Krieges stationiert, wo er von der Deportation und Ermordung seiner Eltern erfuhr. Fritz H. Goldbach starb 2013, er hinterließ zwei Kinder und mehrere Enkel. Abraham Goldbachs Tochter Ilse, verheiratete Chorin, emigrierte 1939 nach Holland. Martam verheiratete Speyer, emigrierte mit der SS Pacific nach Haifa. Sie starb vor 2013. |
| | HIER WOHNTE KLARA GOLDBACH GEB. BLUM JG. 1889 DEPORTIERT 1942 IZBICA ?                  | Ochsenfurter Straße 3 · | Klara Goldbach geb. Blum, auch Clara, wurde am 14. Mai 1889 in Burgpreppach geboren. Ihre Eltern waren Siegmund Blum und dessen Frau Jeanette. Sie heiratete den Kaufmann Abraham Goldbach aus Unterriedenberg bei Bad Brückenau und bekam mit ihm zwei Töchter, Ilse (geboren 1914) und Marta (geboren 1921) sowie den 1919 geborenen Sohn Fritz. Nach den Novemberpogromen 1938 wurde ihr Ehemann drei Wochen Lang im KZ Dachau inhaftiert. Am 24. März 1942 wurden Klara Goldbach und ihr Mann nach Izbica deportiert. Dort oder in einem der nahegelegenen Vernichtungslager wurden beide ermordet. Laut ihres Sohnes wurden Klara Goldbach und ihr Mann in Majdanek ermordet. Beide Töchter und der Sohn überlebten durch Emigration. Fritz emigrierte 1938 in die USA, wo er 2013 starb. Ilse floh 1939 nach Holland, Marta nach Haifa. |
| | HIER WOHNTE FRIEDA LAUBER GEB. ADLER JG. 1892 DEPORTIERT 1942 IZBICA ?                  | Schustergasse 22 ·      | Frieda Lauber geb. Adler wurde am 30. September 1892 in Scheinfeld geboren. Ihre Eltern waren Abraham Adler und dessen Frau Babette. Sie heiratete den Viehhändler Karl Lauber aus Marktbreit. Das Ehepaar hatte zumindest zwei Kinder, Tochter Susi Hanne, geboren 1925, und Sohn Asher. Am 24. März 1942 wurde Frieda Lauber zusammen mit ihrem Ehemann und ihrer Tochter nach Izbica deportiert. Dort oder in einem Vernichtungslager in der Nähe wurden alle drei Familienangehörigen ermordet. Sohn Asher emigrierte nach Israel und konnte überleben. |
| | HIER WOHNTE KARL LAUBER JG. 1884 DEPORTIERT 1942 IZBICA ?                               | Schustergasse 22 ·      | Karl Lauber wurde am 10. März 1884 in Marktbreit geboren. Seine Eltern waren Lehmann Lauber und Marianne geb. Auerbacher. Er arbeitete als Viehhändler, auch als Arbeiter und unterhielt nebenbei ein wenig Landwirtschaft. Er heiratete Frieda Adler aus Scheinfeld. Das Ehepaar hatte zwei Kinder, Sohn Asher und Tochter Susi Hanne, geboren 1925. Sohn Asher konnte nach Israel emigrieren, Tochter Susi Hanne wurde nach Brüssel in vermeintliche Sicherheit gebracht. Das Ehepaar Lauber bemühte sich um eine Ausreise nach Israel. Seine Tochter wurde nach der Besetzung Belgiens durch die Deutschen wieder nach Marktbreit zurückgeschickt. Am 24. März 1942 wurde Karl Lauber mit Ehefrau und Tochter sowie seiner Schwester Marianne nach Izbica deportiert. Dort oder in einem Vernichtungslager in der Nähe wurden alle drei Familienangehörigen ermordet. Seine Mutter wurde in Theresienstadt ermordet. Sohn Asher konnte überleben. |
| | HIER WOHNTE SUSI HANNE LAUBER JG. 1925 DEPORTIERT 1942 IZBICA ?                         | Schustergasse 22 ·      | Susi Hanne Lauber wurde am 8. April 1925 in Würzburg geboren. Sie entstammte einer Landwirtsfamilie jüdischen Glaubens, ihre Eltern waren Karl Lauber und Frieda geb. Adler. Sie hatte zumindest einen Bruder, Asher. Nach der Pogromnacht 1938 in Marktbreit wurde sie von ihren Eltern zu Bekannten nach Brüssel geschickt. Die Eltern wähnten sie dort in Sicherheit. Nach der deutschen Besetzung Belgiens zwei Jahre später wurde sie als Minderjährige nach Marktbreit zurückgeschickt. Am 24. März 1942 wurde sie gemeinsam mit ihren Eltern verhaftet und nach Izbica deportiert. Susi Hanne Lauber wurde vom NS-Regime im Zuge der Shoah ermordet, ebenso ihre Eltern. Eine Susanne-Lauber-Straße in Marktbreit erinnert an sie. |
| | HIER WOHNTE CLARA OPPENHEIMER GEB. LEVI JG. 1882 DEPORTIERT 1942 IZBICA ERMORDET        | Pförtleinsgasse 9 ·     | Clara Oppenheimer geb. Levi, auch Klara, wurde am 29. März 1882 in Altengronau geboren. Ihre Elten waren Raphael Levi und Mirjam, geborene Sulzbacher. Sie hatte sieben Schwestern. Kurz vor der Jahrhundertwende übersiedelte sie nach Marktbreit. Sie heiratete Bernhard Oppenheimer (1865–1933), vormals Religionslehrer, nunmehr Kaufmann. Sie war dessen zweite Ehefrau, ihr Mann hatte vier Kinder aus seiner ersten Ehe. Der zweiten Ehe entstammten zehn Kinder, doch nicht alle von ihnen erreichten das Erwachsenenalter. Clara Oppenheimer wurde am 24. März 1942 über Kitzingen in das Städtchen Izbica deportiert. Sie wurde entweder dort oder in einem der nahegelegenen Vernichtungslager ums Leben gebracht. Ihr Sohn Samuel, ihre Tochter Gita sowie die Stiefkinder Raphael, Theodor und Esther Friedländer, geb. Oppenheimer, wurden ebenfalls Opfer der Shoah. Ihr Sohn Mordechai hat Gedenkseiten für seine Mutter und seine Geschwister bei Yad Vashem hinterlegt. Ihrer Tochter Fanny, verheiratete Jakobsen, gelang wie anderen Geschwistern die Flucht. Sie starb im Alter von 105 Jahren 2016. |
| Bild gesucht Der Benutzer GeorgDerReisende ( Diskussion ) wünscht sich an dieser Stelle ein Bild vom Ort mit diesen Koordinaten 49.666725 10.144327 . Motiv: Schulgasse 13: die Stolpersteine für das Ehepaar Rosenberg, die Lage und das Haus Falls du dabei helfen möchtest, erklärt die Anleitung , wie das geht. BW | HIER WOHNTE JETTA IDA ROSENBERG GEB. LEWKOWICZ JG. 1881 DEPORTIERT 1942 IZBICA ?        | Schulgasse 13 ·         | Jetta Ida Rosenberg geb. Lewkowicz wurde am 13. Mai 1881 in Wieluń, heute Polen, geboren. Sie heiratete Mendel Samuel Rosenberg,auch Menachem. Das Paar hatte zumindest zwei Kinder, Bernhard (geboren am 10. Dezember 1916) und Ruth. Ihr Mann war bis 1933 als fahrender Händler mit Stoffen und Kurzwaren unterwegs. Die Familie lebte zurückgezogen. Am 23. März 1942 wurden Jetta Ida Rosenberg und ihr Mann nach Izbica deportiert. Dort oder in einem nahegelegenen Vernichtungslager wurden beide ermordet. Der Sohn wurde mutmaßlich im Warschauer Ghetto umgebracht, die Tochter konnte die Shoah überleben. |
| | HIER WOHNTE MENDEL SAMUEL ROSENBERG JG. 1880 DEPORTIERT 1942 IZBICA ?                   | Schulgasse 13 ·         | Mendel Samuel Rosenberg, auch Menachem, wurde am 25. Oktober 1880 in Wieluń, heute Polen, geboren. Seine Eltern waren Moshe und Hinda. Er heiratete Jetta Ida geb. Lewkowicz. Das Paar hatte zumindest zwei Kinder, Bernhard (geboren am 10. Dezember 1916) und Ruth. Er war bis 1933 als fahrender Händler mit Stoffen und Kurzwaren im Marktbreiter Hinterland unterwegs. Die Familie lebte zurückgezogen. Im März 1942 wurden Mendel Samuel Rosenberg und seine Frau nach Izbica deportiert. Dort oder in einem nahegelegenen Vernichtungslager wurden beide ermordet. Auch der Sohn – von Beruf Lehrer, er lebte in Frankfurt/Main – wurde Opfer der Shoah, er wurde 1938 nach Polen abgeschoben und kam mutmaßlich im Warschauer Ghetto ums Leben. Die Tochter konnte überleben. |
| | HIER WOHNTE JETTE WOLFROM JG. 1880 DEPORTIERT 1942 IZBICA ERMORDET                      | Schustergasse 4 ·       | Jette Wolfrom wurde am 26. Mai 1880 in Bullenheim geboren. Sie war wohnhaft in Marktbreit. Sie soll „eine ruhige und schüchterne Frau“ gewesen sein, die ihre Eltern bis zu deren Tod pflegte. Auch sie wurde, wie nahezu alle aus Marktbreit Deportierten, in einer Nacht- und Nebelaktion am 24. März 1942 von Nürnberg nach Izbica verschleppt – dort verliert sich ihre Spur. |

## Verlegungen
Bemühungen des Bürgermeisters von Obernbreit, in seiner Gemeinde zwei Stolpersteine zu verlegen, scheiterten 2004 im Gemeinderat. Auch im Stadtrat und in der Bürgerschaft von Gerolzhofen gab es Auseinandersetzungen vor den Verlegungen der ersten Stolpersteine dort, in Marktbreit gab es sogar „teils heftige Diskussionen“. Die Verlegungen in Marktbreit erfolgten durch Gunter Demnig an folgenden Tagen:
- Dezember 2004: (sechs Steine)
- 1. Oktober 2009: Schustergasse 4 etc. (fünf Steine)

Die Stadtführerin Ulrike Zink erzählt in ihren Führungen anhand der Stolpersteine Jüdische Geschichte(n).